# Ty the Tasmanian Tiger
Ty the Tasmanian Tiger är ett plattform datorspel som släpptes för PlayStation 2, Xbox, GameCube och Microsoft Windows. Det utvecklades av Krome Studios och publicerades av Electronic Arts, som släpptes i Nordamerika den 10 september 2002 och senare släpptes i PAL-regioner den 22 november 2002. Windows-versionen publicerades av Krome Studios och släpptes över hela världen via Steam den 13 december 2016.
Huvudpersonen och spelarkaraktären är Ty, en Tasmansk tiger (pungvarg) som måste rädda sin familj från en alternativ värld som kallas "the Dreaming". Huvudantagonisten är Boss Cass, en casuaris som planerar att bli en diktator genom att använda de fem mystiska talismanerna. Tys vän är Shazza, en kvinnlig dingo. Till Tys hjälp finns även Maurie, en kakadua som fungerar som hans mentorfigur. Julius, en koalaforskare som hjälper Ty att hitta talismanerna; Ken, en Tasmansk djävul och parkvakt; och Dennis, en feggrön trädgroda. Huvudkaraktärerna inkluderar även Bull, ett vildsvin som senare blir Tys följeslagare; Crikey, en cybernetisk tigerhaj; Sly, en annan Tasmanian tiger och Tys bror; en kvinnlig taggig djävul (senare avslöjad som Fluffy i Bush Rescue), som kontrollerar en stor Yeti-robot; och Shadow, ett spökfladdermus.